# Diefenbunker

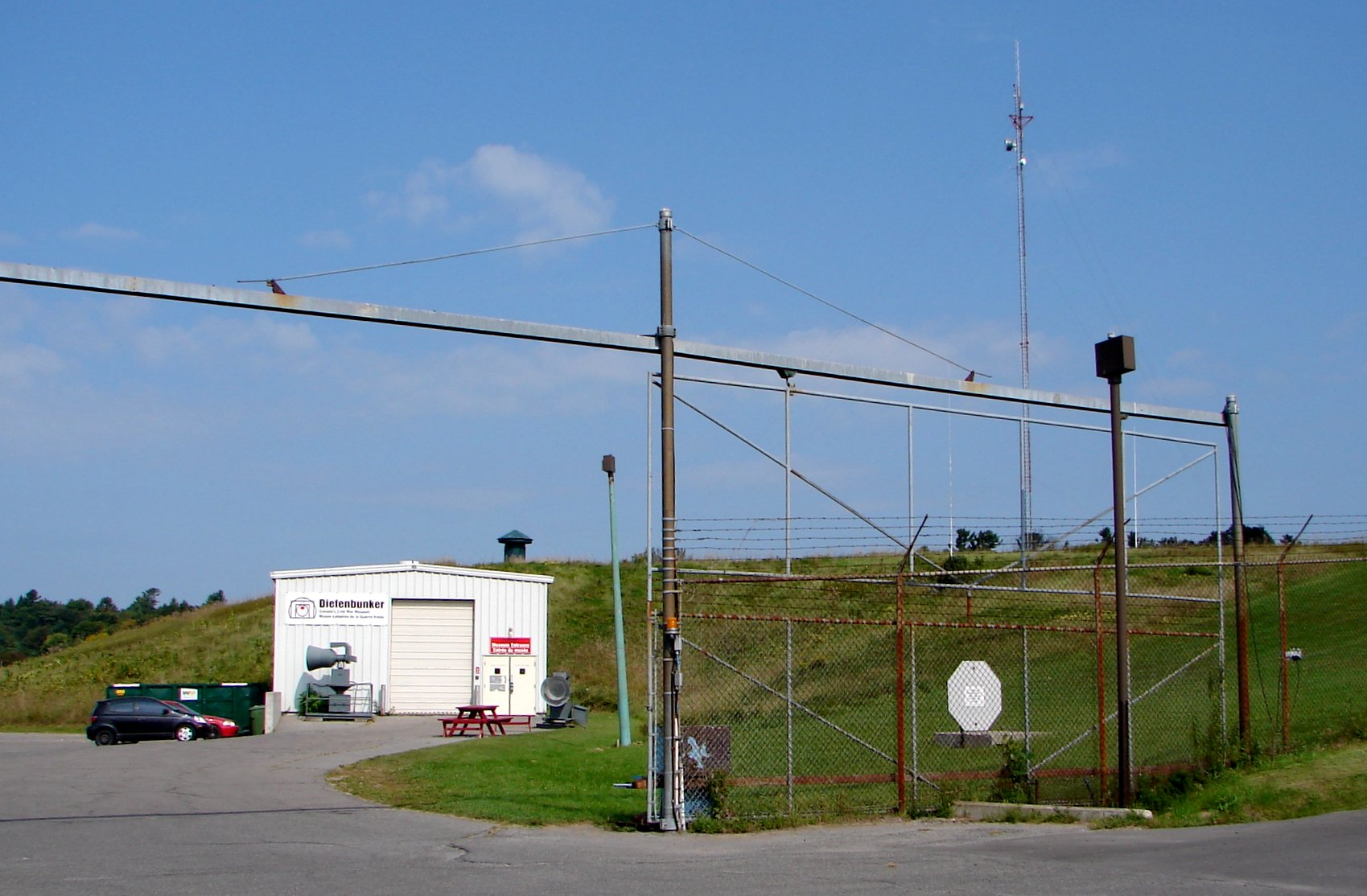
Tor und Eingang zum Diefenbunker in Carp

Diefenbunker ist der Codename für sieben in den frühen 1960er erbaute Atombunker der kanadischen Regierung. Die Bezeichnung wurde vom Namen des damaligen kanadischen Premierministers John Diefenbaker abgeleitet.

## Standorte

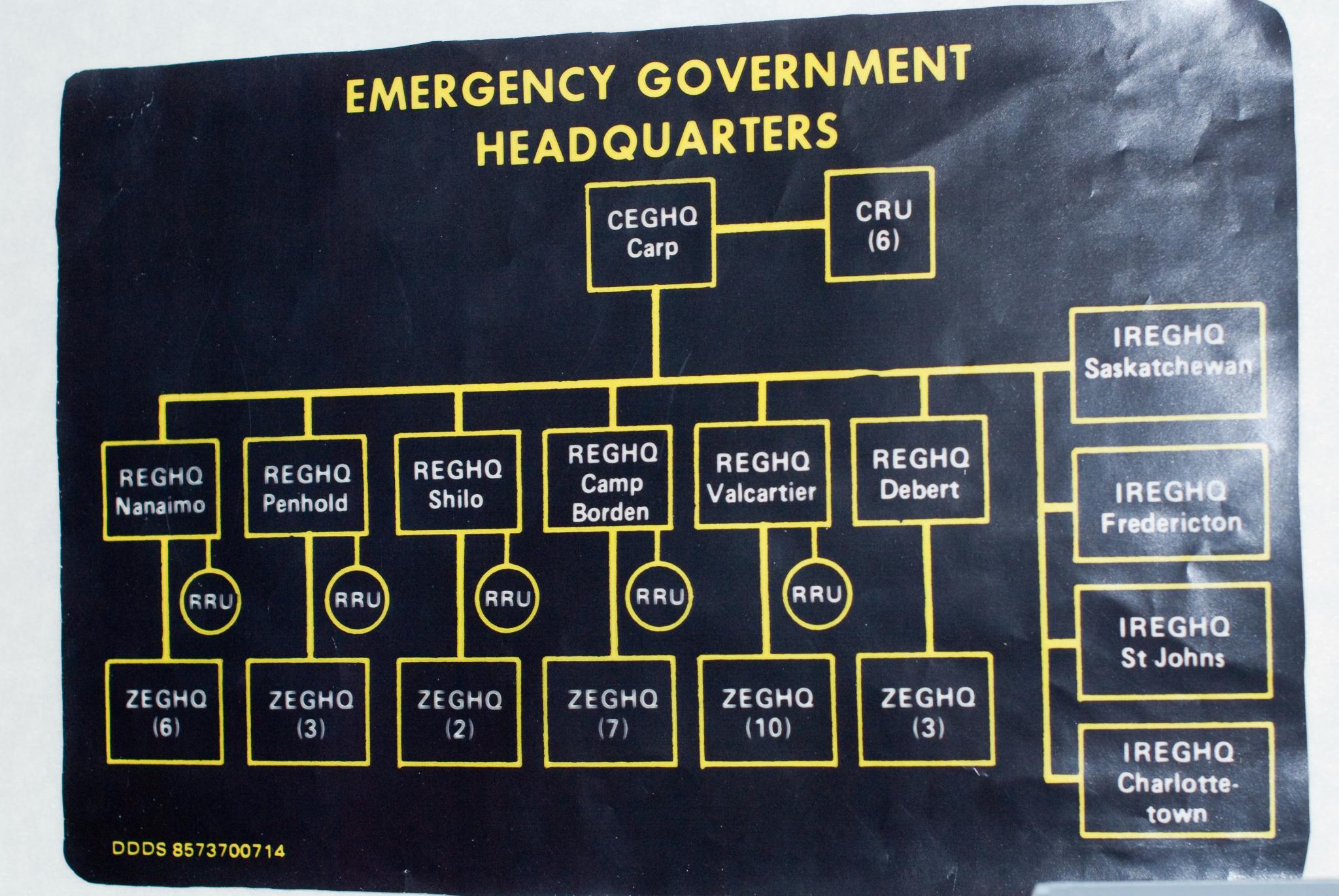

- Central Emergency Government Headquarters (CEGHQ)
  - Carp, Ontario (CFS Carp)
- Regional Emergency Government Headquarters (REGHQs)
  - Nanaimo, British Columbia (CFS Nanaimo)
  - Penhold, Alberta (CFS Penhold)
  - Shilo, Manitoba (CFB Shilo)
  - Borden, Ontario (CFB Borden)
  - Saint-Gabriel-de-Valcartier, Québec (CFB Valcartier)
  - Debert, Nova Scotia (CFS Debert). Das kanadische Unternehmen Bastionhost Ltd., Halifax gab im Dezember 2008 bekannt, den Bunker zur Sicherung von elektronischen Daten gekauft zu haben.[1]

## Museum in Carp
Der größte Bunker in Carp ist heute als Museum der Öffentlichkeit zugänglich. Im Rahmen einer Führung kann man alle vier Etagen besichtigen. Dabei werden Eingangsschleusen, Kommandozentrale, Unterkünfte, Kantine und Stromversorgungs- und Luftfilteranlagen gezeigt. In einem Bereich des riesigen Bunkers befindet sich ein circa 20 m × 20 m × 6 m  großer Safe, der im Ernstfall die Goldreserven der Bank of Canada aufnehmen und vor Radioaktivität schützen sollte.